# Devčića tavani
Devčića tavani ili Devčić tavani je bivša prašuma u Republici Hrvatskoj.
Naziv se odnosi na šumu bukve, jele i smreke koja se nalazi na području šumarije Krasno. Točni položaj je gospodarska jedinica Švičko Bilo.
U današnje vrijeme su te šume izgubile svojstva prašume. Naziv za ovu prašumu, Devčić Tavani, je ostao iz razloga neprekidnosti, jer su ovdje nekad postojale prašume. Od te nekad veće prašume ostala je manja prašuma u susjednoj šumariji Otočac, prašuma Macura.
Devčić tavane su zabilježila razna stručna izdanja, među ostalim Šumarskoj fitocenologiji i Šumskim zajednicama Hrvatske autora Jose Vukelića i Đure Rauša.